# Critters 3
Critters 3, conosciuto negli Stati Uniti d'America anche come Critters 3: You Are What They Eat, è un film direct-to-video del 1991 diretto da Kristine Peterson. Il film segna il debutto cinematografico dell'attore statunitense Leonardo DiCaprio.

## Trama
Qualche tempo dopo gli eventi di Critters 2, Charlie MacFadden si mette a rintracciare l'ultimo dei Critters. Una famiglia - composta da Annie (la protagonista), Johnny (il suo fratellino) e Clifford (il padre) - si ferma in un luogo di sosta per organizzare un picnic. A un certo punto compare Charlie che li mette in guardia del pericolo, ma Josh (figliastro di un avaro padrone di casa) dice alla famiglia di non credergli e che Charlie è solo un povero pazzo. Mentre ciò avviene, l'ultimo Critter depone delle uova sotto la macchina. La famiglia se ne va, incurante delle uova.
Poco dopo il loro arrivo alla loro casa, le uova si schiudono e i nuovi Critters divorano il disonesto uomo della manutenzione della casa, Frank. Nel frattempo il patrigno di Josh arriva alla casa e appena entra Josh lo chiude nella stanza di Clifford, intrappolandolo con le creature. Il patrigno di Josh, quindi, viene divorato dai Critters.
Annie, Johnny, Clifford e Josh cercano di salvarsi dai Critters, ormai liberi. Dopo una lunga corsa, arrivano al tetto dell'edificio. Ma, a un certo punto, compaiono i Critters che li circondano. Quando stanno per essere divorati, arriva Charlie che distrugge i Critters, salvandoli. Il film termina con Charlie che trova due uova di Critters. Prima di distruggerle riceve una chiamata da Ug dove lo informa che è proibito sterminare gli ultimi esemplari di una razza, per quanto pericolosa possa essere, e gli ordina di depositare le uova in un baccello di contenimento che sta per arrivare, ma quest'ultimo si schianta.

## Sequel
Seguono Critters 4 nel 1992 e Critters Attack! - Il ritorno degli extraroditori nel 2019.